# Bozeňsko
Bozeňsko je historická provincie středověkého českého státu na levém vltavském břehu mezi Příbramí, Blatnou a Mirovicemi. Nachází se na rozhraní současných krajů Jihočeského a Středočeského. Umístění jeho střediska není dnes přesně známé, někdy je ztotožňováno s hradištěm Bozeň u Březnice.

## Historie
Bozeňsko je zmíněno v roce 1057 v zakládacím dokumentu kapituly kostela sv. Štěpána v Litoměřicích. Zaniklo ve 14. století sloučením s Prácheňským krajem.

## Poloha
Bozeňsko tvoří severní část Prácheňského kraje. Na severu je ohraničeno hřebenem Brd, na východě řekou Vltavou, na jihu soutokem Vltavy s Otavou a na západě horou Třemšín.